# Anticappella
Anticappella est un groupe d'eurodance italien fondé par Gianfranco Bortolotti, aussi fondateur de Cappella, au début des années 1990 et dissous en 1998.

## Histoire
Anticappella fait ses débuts sur la scène eurodance en 1991 avec la sortie du single 2√231, qui atteint la 24e place de l'Official Singles Chart britannique, suivi la même année par Every Day, qui s'arrête à la 45e place. En 1994, le groupe place deux autres singles dans les charts : Move Your Body (21e place) et Express Your Freedom (31e place). Un double single contenant des remixes des 2√231 et de Move Your Body a été leur dernière entrée dans les charts, s'arrêtant à la 54e place en 1996. Leur album éponyme est sorti la même année. Ils se séparent en 1998, mais reprennent brièvement leurs activités en 2009 avec la sortie de six nouveaux singles.
En 1998, le groupe signe son retour avec le morceau Get Faster ; c’est un échec qui pousse Media Records à dissoudre Anticappella.